# 84 (cantante)
Dmitriy Zaurievich Malakmadze (en ruso: Дмитрий Зауриевич Малакмадзе, nacido el 26 de septiembre de 2002 en Svobodny, Óblast de Amur, Rusia), más conocido por su nombre artístico 84 es un músico, rapero ruso.

## Biografía

### Infancia y primeros años
Dmitriy nació el 26 de septiembre de 2002 en Svobodny, Óblast de Amur. En 2022 ganó popularidad con el sencillo de TikTok "Head is Around", el extracto voló de inmediato a Shazam.

## Carrera
El músico no quiere hablar de su vida personal y dar entrevistas. En 2023, el artista ya lanzó varios lanzamientos que llegaron a las listas de éxitos en Rusia y la CEI.
En marzo de 2022 lanzó el sencillo musical "Кругом голова", que estuvo en el TOP-100 de lanzamientos de la CEI según Vkontakte.
En marzo del mismo año, se lanzó un lanzamiento conjunto "Топать" con el cantante Nebezao.
En mayo del 2022 lanzó el sencillo Choco Plan junto al rapero LOOKBUFFALO. Escort fue lanzado el 30 de mayo de 2022.

## Discografía

### Individual
- Кругом голова (2022)
- Кругом голова (Remix) (2022)
- Топать (2022)
- Plan Chocó (2022)
- Эскорт (2022)
- Нюдсы (2022)
- Газировка (2022)
- Чисто папа (2022)
- Marvello (2022)
- Классная (2022)
- Ballantines (2022)
- Узумаки (2022)
- Моя половина (2023)
- Голая (2023)